# Schizonycha loandana
Schizonycha loandana är en skalbaggsart som beskrevs av Moser 1918. Schizonycha loandana ingår i släktet Schizonycha och familjen Melolonthidae. Inga underarter finns listade i Catalogue of Life.